# Liste der Stolpersteine im Département Marne
Die Liste der Stolpersteine im Département Marne enthält die Stolpersteine im französischen Département Marne. Sie erinnern an das Schicksal der Menschen, die während der deutschen Besetzung Frankreichs im Zweiten Weltkrieg ermordet, deportiert, vertrieben oder in den Suizid getrieben wurden. Die Stolpersteine wurden von Gunter Demnig verlegt. Sie liegen im Regelfall vor dem letzten selbst gewählten Wohnsitz des Opfers.
Die Stolpersteine werden im französischen Sprachbereich zumeist pavés de mémoire genannt, die wörtliche Übersetzung wäre pierres sur lesquelles on trébuche. Die erste Verlegung in diesem Département erfolgte in Châlons-en-Champagne am 20. Juni 2021.

## Verlegte Stolpersteine

### Châlons-en-Champagne
Vor dem Haus 7, rue des Lombards in Châlons-en-Champagne wurde ein Stolperstein verlegt.
| Stolperstein | Übersetzung | Name, Leben |
| ------------ | --- | --- |
|              | HIER WOHNTE MAURICE KREMER GEBOREN 1893 VERHAFTET 26.2.1942 INTERNIERT COMPIEGNE DEPORTIERT 1942 AUSCHWITZ ERMORDET 25.4.1942 | Maurice Kremer wurde als Moïche Kremer am 5. April 1893 in Berschad, damals Russisches Kaiserreich, geboren. Seine Eltern waren Abraham und Malka Kouperman. Er hatte drei Geschwister, Michel, Georges und Jeanne. Ende des 19. Jahrhunderts flüchtete die Familie auf Grund des staatlichen Antisemitismus’ nach Paris, wo sie im Jahr 1898 ankamen. Maurice Kremer machte ab 1905 eine Tischlerlehre, später wurde er zum Scheidenmacher und Lederwarenmacher ausgebildet und wurde in der Firma Hermès tätig. Im April 1919 heiratete er die aus Nancy stammende Léa Lucienne Tykoczinski. Das Paar bekam drei Kinder, Roger (geboren 1922), Jacqueline (geboren 1924) und Claude (geboren 1926). Nach Chalons-sur-Marne kam die Familie 1931, wo Kremer ein Geschäft für Babykleidung eröffnete. Im selben Jahr wurde er auch eingebürgert. Im Mai 1940 begann die Invasion Frankreichs durch Hitlerdeutschland. Familie Kremer sah die Gefahr. Ende April flohen Maurice Kremers Frau und die zwei jüngeren Kinder nach Concarneau in der Bretagne. Er selber und sein Sohn Roger blieben bis zum 10. Mai 1940 in der Stadt, dann flohen sie ebenfalls, sie kamen bis Troyes. Nachdem sich dort schon deutsche Truppen aufhielten, gingen sie zurück nach Châlons-sur-Marne. Am 26. Februar 1942 wurden Kremer und andere verhaftet, als Vergeltungsmaßnahme nach Angriffen auf die Besatzungstruppen. Zuerst wurde er im örtlichen Gefängnis interniert, von dort in das KZ Royallieu überstellt. Mit dem ersten Transport in das Vernichtungslager Auschwitz, am 27. März 1942, wurde er mit der Gefangenennummer 27852 deportiert. Maurice Kremer wurde dort am 25. April 1942 ermordet. Seine Frau und alle drei Kinder konnten überleben. Der Stolperstein wurde auf Initiative dreier Urenkelinnen verlegt. |

### Épernay
Vor dem Haus 27, rue du Faubourg d'Igny in Épernay wurden vier Stolpersteine verlegt.
| Stolperstein | Übersetzung | Name, Leben |
| ------------ | --- | --- |
|              | HIER WOHNTE COLETTE LEVY GEBOREN 1922 VERHAFTET 16.7.1942 INTERNIERT IN ANGERS DEPORTIERT 1942 AUSCHWITZ ERMORDET 25.7.1942 | Colette Levy wurde am 22. August 1922 in Épernay geboren. Ihre Eltern waren Félix Levy und dessen Ehefrau Yvonne, geborene Picard. Sie hatte einen älteren Bruder, Robert (geboren 1921). Am 16. Juli 1942 wurde sie zusammen mit ihrer Familie verhaftet und in Angers interniert. Wenige Tage später, am 20. Juli 1942, wurden alle mit dem Transport Nr. 8, Zug DA 901/4, in das Vernichtungslager Auschwitz deportiert. Der Deportationszug erreicht Auschwitz am 23. Juli 1942. Colette Levy wurde am 25. Juli 1942 ermordet, ihre Mutter und ihr Vater ebenfalls. Ihr Bruder Robert wurde zur Zwangsarbeit ins Lager eingeteilt, er wurde im September 1943 ermordet.                                                                |
|              | HIER WOHNTE FÉLIX LEVY GEBOREN 1887 VERHAFTET 16.7.1942 INTERNIERT IN ANGERS DEPORTIERT 1942 AUSCHWITZ ERMORDET 25.7.1942   | Félix Levy wurde am 5. August 1887 in Épernay geboren. Seine Eltern waren Israel Levy und Berthe, geborene Levy. Er heiratete Yvonne Picard, das Paar bekam zwei Kinder, Robert (geboren 1921) und Colette (geboren 1922). Am 16. Juli 1942 wurde er zusammen mit seiner Familie verhaftet und in Angers inhaftiert. Am 20. Juli 1942 wurden alle mit dem Transport Nr. 8, Zug DA 901/4, in das Vernichtungslager Auschwitz deportiert. Der Deportationszug erreicht Auschwitz am 23. Juli 1942. Félix Levy, seine Frau und seine Tochter Colette wurden dort am 25. Juli 1942 ermordet. Sein Sohn Robert im September 1943. |
|              | HIER WOHNTE ROBERT LEVY GEBOREN 1921 VERHAFTET 16.7.1942 INTERNIERT IN ANGERS DEPORTIERT 1942 AUSCHWITZ ERMORDET 4.9.1943   | Robert Levy wurde am 9. Juli 1921 in Épernay geboren. Seine Eltern waren Félix Levy und dessen Ehefrau Yvonne, geborene Picard und er hatte eine jüngere Schwester, die 1922 geborene Colette. Wahrscheinlich war Levy als Viehhändler tätig. Am 16. Juli 1942 wurde er zusammen mit seiner Familie verhaftet und in Angers interniert. Wenige Tage später, am 20. Juli 1942, wurden alle mit dem Transport Nr. 8, Zug DA 901/4, in das Vernichtungslager Auschwitz deportiert. Der Deportationszug erreicht Auschwitz am 23. Juli 1942. Seine Eltern und seine Schwester wurden zwei Tage später ermordet. Robert Levy wurde zur Zwangsarbeit in das Lager eingeteilt und entweder am 6. Oktober 1942 oder am 4. September 1943 ermordet. |
|              | HIER WOHNTE YVONNE LEVY GEB. PICARD VERHAFTET 16.7.1942 INTERNIERT IN ANGERS DEPORTIERT 1942 AUSCHWITZ ERMORDET 25.7.1942   | Yvonne Levy, geborene Picard, wurde am 3. September 1897 in Bar le Duc geboren. Sie heiratete Félix Levy aus Épernay. Das Paar bekam zwei Kinder, Robert (geboren 1921) und Colette (geboren 1922). Am 16. Juli 1942 wurde die ganze Familie verhaftet und in Angers inhaftiert. Am 20. Juli 1942 erfolgte die Deportation in das Vernichtungslager Auschwitz, wo der Deportationszug am 23. Juli 1942 anlangte. Yvonne Levy, ihr Mann und ihre Tochter wurden am 25. Juli 1942 in Auschwitz ermordet. Ihr Sohn Robert wurde für einige Monate zur Zwangsarbeit eingeteilt und dann ebenfalls ermordet. |

## Verlegedaten
- 20. Juni 2021: Châlons-en-Champagne
- 5. Juni 2022: Épernay[12][13]